# Clodoaldo Martins
Clodoaldo Geovani Martins (Agulha, 1985) é um artista plástico brasileiro especializado em pintura realista.

## Primeiros anos
Clodoaldo nasceu no bairro Agulha em Fernando Prestes, na região de Ribeirão Preto. É filho do agricultor José Martins. O interesse pela pintura surgiu  ainda na infância, logo aos 13 anos já participou de seu primeiro concurso de pintura.
Decidido a elevar sua técnica à níves avançados, perseguiu os estudos universitários (em Jaboticabal) e a tutoria de mestres do desenho e pintura.

## Reconhecimento
O primeiro prêmio veio em 2004, na forma de Menção Honrosa no XXI SOBAM do Salão Oficial de Belas Artes de Matão, no estado de São Paulo. Deste ponto em diante, o artista recebeu diversos prêmios. Todavia, o reconhecimento não fez o artista abandonar suas origens. Segundo Clodoaldo, é na vida simples da roça que encontra inspiração para seus quadros, que abordam a temática com leveza e legitimidade.

## Obras
- Cozinha Caipira, no Museu de Arte do Parlamento de São Paulo
- Aves de Milena (ou Milena’s Poultry)